# 瓦西里·克柳切夫斯基

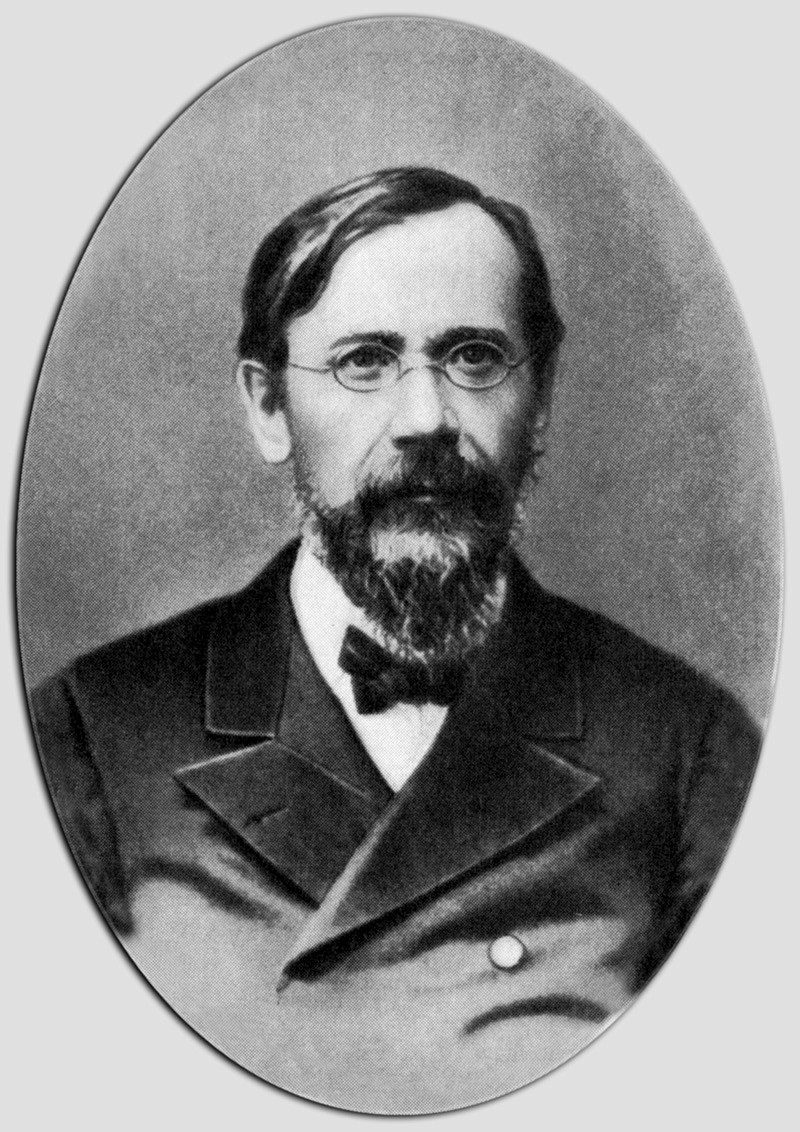
克柳切夫斯基

瓦西里·奥西波维奇·克柳切夫斯基（俄语：Василий Осипович Ключевский，1841年1月28日—1911年5月25日），俄国莫爾多瓦裔历史学家。

## 生平
1841年1月28日（旧历1月16日），克柳切夫斯基生于奔萨省奔萨附近的沃斯克列先斯克村一个东正教乡村教士世家。1865年，从莫斯科大学历史语言系毕业，一直到逝世都在莫斯科工作和生活，曾在各校任教，讲授过从古代到19世纪中叶的俄国历史。1872年，硕士论文《古罗斯圣人传是历史史料》经答辩通过，获硕士学位。1882年，博士论文《古罗斯的大贵族杜马》通过，获博士学位。1882年起，任莫斯科大学俄国史教授。除了教学外，他还参加过多种学术活动。1889年任俄国科学院通讯院士。1900年任俄国科学院俄国史及古文物院士。1908年任俄国科学院优美文学荣誉院士。1880年代起，参加不少学术团体活动，成为莫斯科考古学会会员、俄罗斯语文爱好者学会会员、俄国历史及古文物学会会员。1893年到1905年，任俄国历史及古文物学会主席。
克柳切夫斯基在政治上起初受农奴制崩溃时期（1850年代到1860年代）革命民主主义及自由主义思想的影响，反对农奴制及专制，但不支持采取革命手段，所以克柳切夫斯基属自由主义反对派。19世纪末，克柳切夫斯基开始支持君主制。20世纪初，在革命时期，克柳切夫斯基加入立宪民主党，转变为立宪保皇派。
克柳切夫斯基在学术上受莫斯科大学教授、历史学家索洛维约夫、文学史家布斯拉耶夫、法学史家奇切林影响，继承并发扬了俄国史学传统。他的成就超过贵族史家卡拉姆津，以及他的老师索洛维约夫。克柳切夫斯基的学术观点复杂，起初批判国家学派（特别是批判该派首领奇切林。该派的一个主要论点为国家是俄国历史发展动力），最后和该派思想靠近。受索洛维约夫影响，克柳切夫斯基认为地理条件及殖民在俄国史上起决定作用。他又受布斯拉耶夫、民主派史学家夏波夫等人影响，关注人民经济和生活。1880年代，他在写作及授课中，留意社会经济及阶级关系，这在俄国史学界是创新之举。但1890年代后，强调国家的作用。
克柳切夫斯基所著五卷本《俄国史教程》是俄国史学巨著，是俄国十月革命前唯一一部从古写到19世纪中叶的多卷本俄国史。
1911年5月25日（旧历5月12日），克柳切夫斯基在莫斯科逝世。

## 著作
- 《古罗斯圣人传》（1871年出版）
- 《古罗斯的大贵族杜马》（1919年第五版）
- 《俄国史教程》（共五卷，1937年重印）
- 《克柳切夫斯基文集》（共八卷，1956-1959年出版）
- 《克柳切夫斯基未出版的著作集》（1983年出版）[1]